# Walderbsen-Wicke

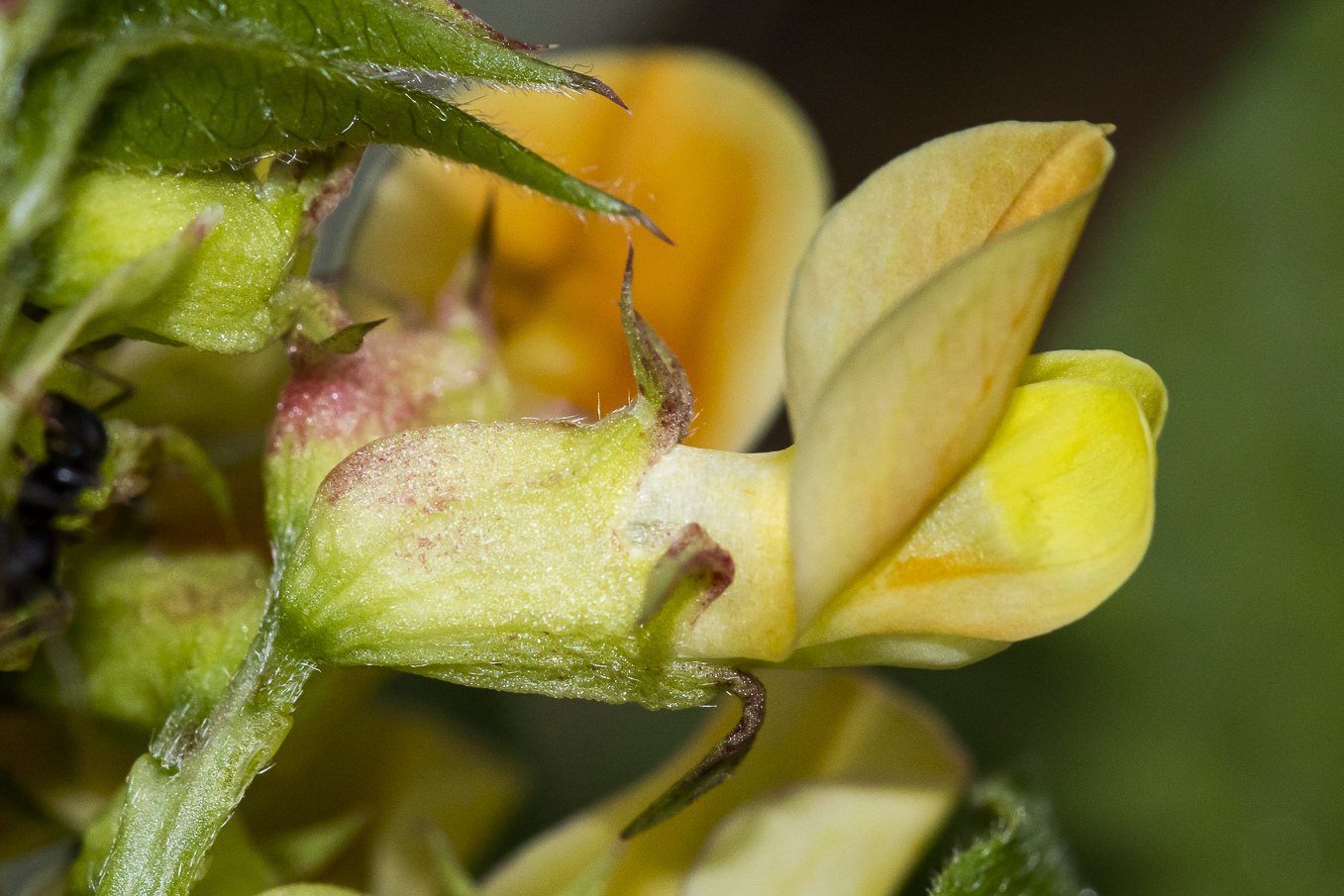
Blüte

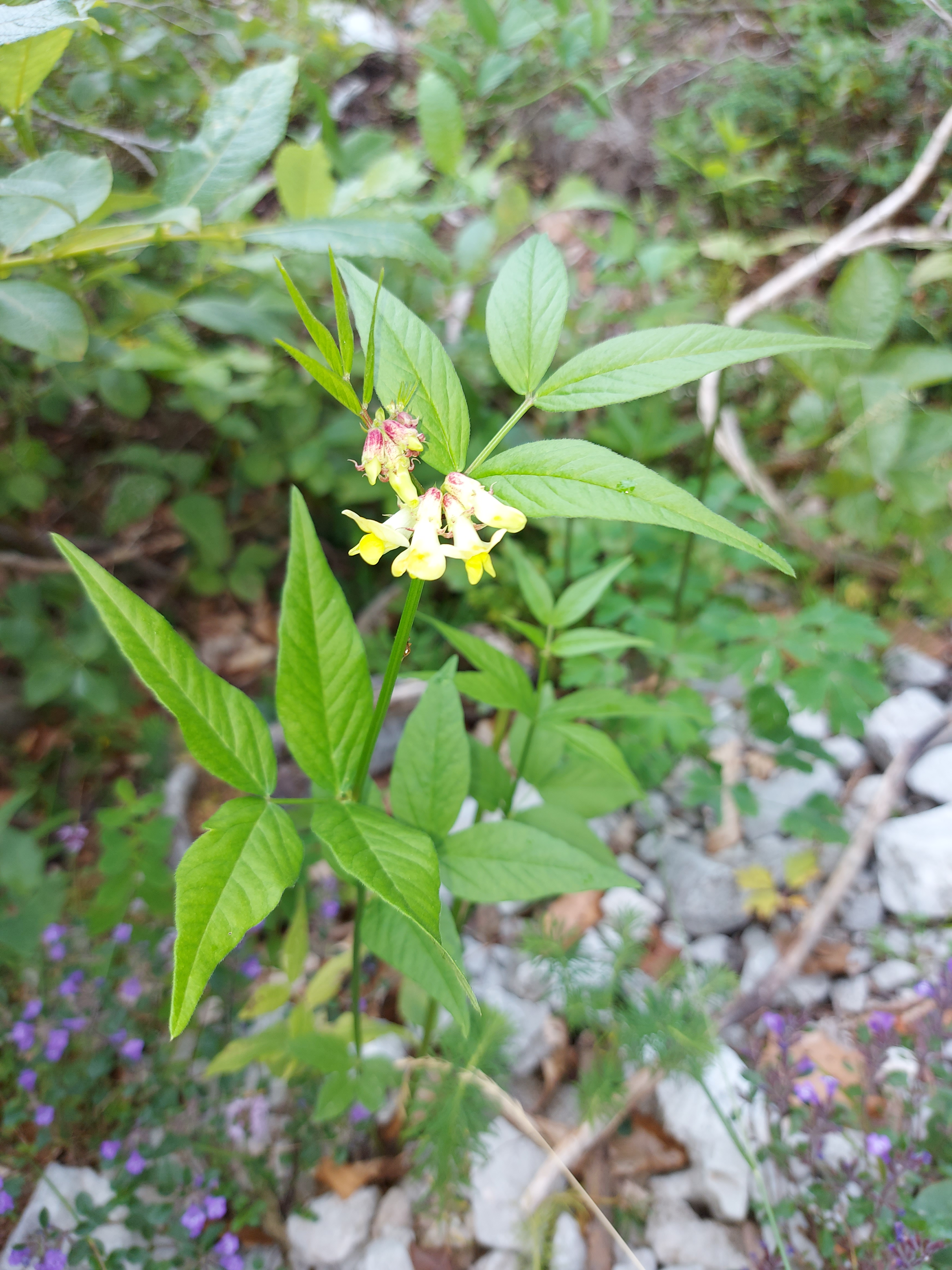
Habitus

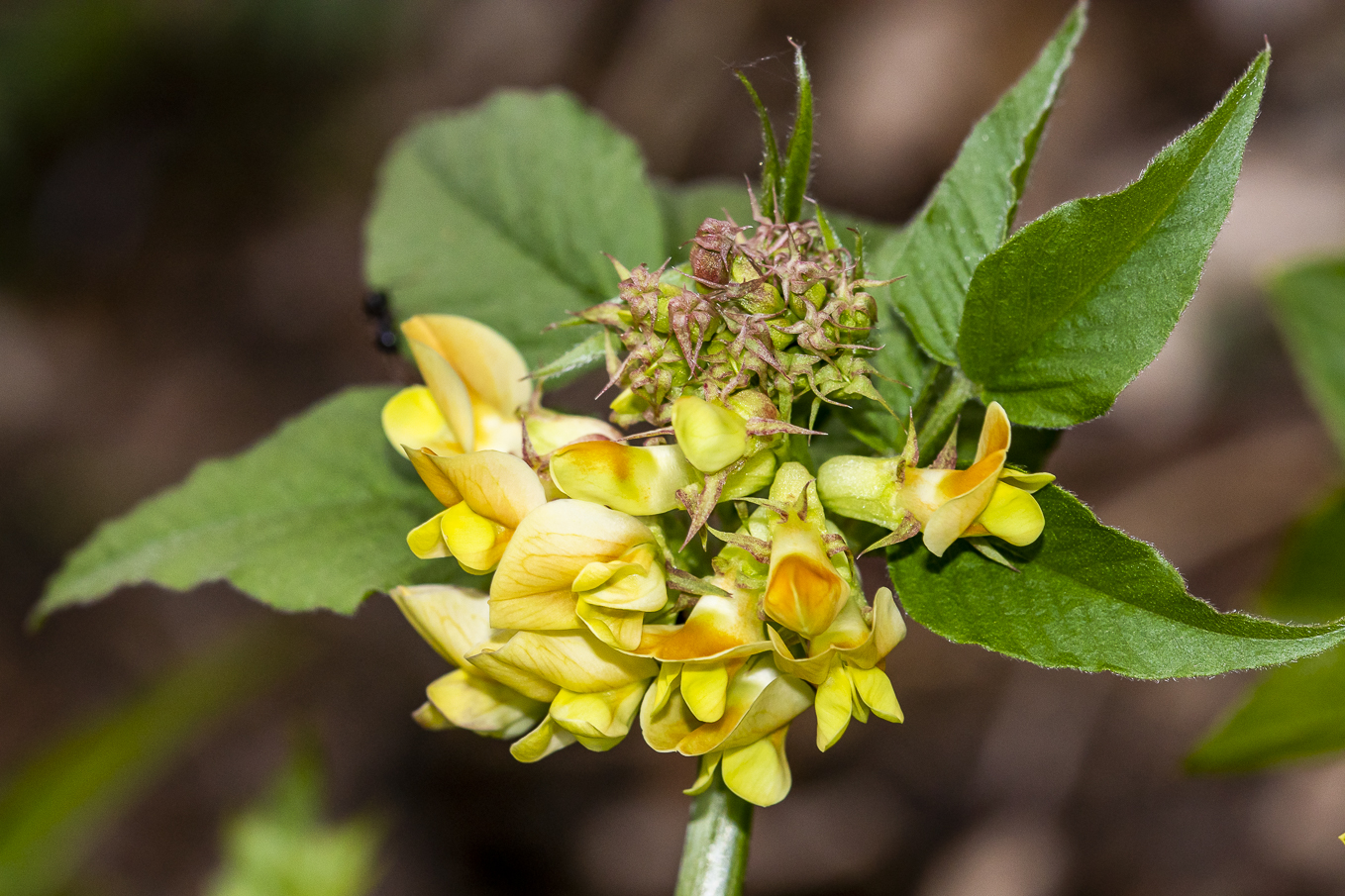
Blütenstand

Die Walderbsen-Wicke (Vicia oroboides) auch Breitblatt-Wicke, Breitblättrige Wicke, ist eine Pflanzenart in der Unterfamilie der Schmetterlingsblütler (Faboideae) innerhalb der Familie der Hülsenfrüchtler (Fabaceae). Die Walderbsen-Wicke ist aufgrund des zerstreuten Auftretens eher selten anzutreffen.

## Beschreibung

### Erscheinungsbild und Blatt
Die Walderbsen-Wicke ist eine Staude von oft aufrechtem, bis etwa 50 Zentimeter hohem Wuchs mit gerieftem, teils fein behaartem Stängel.
Die wechselständigen und kurz gestielten Laubblätter sind paarig gefiedert, mit meist ein bis drei Fiederpaaren, ohne Ranke. Die kurz gestielten, ganzrandigen, bewimperten Blättchen sind mehr oder weniger eiförmig bis elliptisch, 4–8 cm lang und 1,5–4,5 cm breit, stumpf bis zugespitzt oder geschwänzt und oft stachelspitzig. Sie besitzen eine gefiederte Nervatur und sind oberseits etwas behaart. Die rinnige Rhachis endet in einer 2–3 mm langen Granne. Die kleinen Nebenblätter sind 3–7 mm lang.

### Blütenstand und Blüte
Die kurz gestielten Blüten stehen in achselständigen, kurzen, meistens zwei- bis achtblütigen traubigen Blütenständen.
Die zwittrigen, zygomorphen und nickenden Schmetterlingsblüten mit doppelter Blütenhülle sind etwa 14 bis 19 mm lang bei einem Durchmesser von 1 bis 2 cm. Der kahle, becherförmige Kelch besitzt schmale, spitze oft zurückgebogene Zipfel. Die Kronblätter sind hell- bis bleichgelb und braun-violett bis bräunlich verblühend. Die Fahne ist am Rücken bläulich bis purpurfarben überlaufen. Das Schiffchen besitzt eine rötliche oder grünliche Spitze. Vicia oroboides blüht von Mai bis Juni. Die Bestäubung erfolgt in der Regel über Insekten.

### Frucht und Samen
Die kahlen, schwärzlichen, länglichen, mehsamigen Hülsenfrüchte sind leicht aufgedunsen und geschnäbelt, sie sind etwa 3 bis 5 cm lang und 6,5 bis 9 mm breit. Die etwa 6 bräunlichen Samen sind rundlich.

## Ökologie
Die Walderbsen-Wicke ist ein Hemikryptophyt, beziehungsweise rhizombildender Geophyt.

## Vorkommen, Standortansprüche und Vergesellschaftung
Die Walderbsen-Wicke wächst in Gebüschen und Hochstaudenfluren, Wäldern (Edellaubwäldern) und Forsten, ab 700 m bis etwa 1800 m Seehöhe, montan bis subalpin. Sie gilt als kalkliebend (basophil) und „karbonatstet“.
Die Walderbsen-Wicke kommt in Österreich, Deutschland (Chiemgau/Geigelstein), Italien (Südtirol, Friaul, Venetien), Ungarn  und Slowenien sowie in weiteren Ländern des ehemaligen Jugoslawiens vor. In Deutschland gilt die Art entsprechend als „extrem selten“. Für Europa gilt hingegen „least concern“ (IUCN Red List status).
Die Art ist als Begleitart von Bedeutung für zwei Pflanzengesellschaften: Galio odorati-Fagion (Waldmeister-Rotbuchenwälder) und Origanetalia vulgaris (Thermophile und mesophile Saumgesellschaften). Sie ist insbesondere heimisch in illyrischen, sub- bis tiefmontanen Rotbuchenwäldern.
Die ökologischen Zeigerwerte nach Ellenberg sind  L6 (Halbschatten- bis Halblichtpflanze), T5 (Mäßigwärmezeiger), F5 (Frischezeiger), R8 (Schwachbasen- bis Kalkzeiger) und S0 (nicht salzertragend).

## Taxonomie
Die Walderbsen-Wicke wurde 1791 von Franz Xavier von Wulfen in Collectanea; Missao de Biologia Maritima; Junta de Investigaçoes do Ultramar Band 4, Seite 323 als Vicia oroboides erstbeschrieben. Ein Synonym ist Orobus clusii Spreng.